# 듀얼마스터즈 (시리즈)
듀얼마스터즈(일본어: デュエル・マスターズ, Duel Masters)는 같은 이름의 트레이딩 카드 게임을 배경으로 한 TV 애니메이션 시리즈다. 대한민국에서는 SBS, 투니버스, 대교어린이TV, 카툰 네트워크, 애니맥스에서 방영했다. 국내판은 듀얼레전드.